# Fernando de Nápoles y Sicilia
El príncipe Fernando de Nápoles y Sicilia fue el nieto primogénito de Fernando IV de Nápoles, murió siendo un bebé.

## Biografía
Fue el segundo y último de los vástagos del matrimonio entre Francisco, duque de Calabria (heredero de Fernando IV de Nápoles); y su esposa, la archiduquesa María Clementina de Austria. Fernando tuvo una hermana mayor, María Carolina, que en 1817 contraería matrimonio con el príncipe Carlos de Artois, duque de Berry, sobrino de Luis XVIII de Francia.
Su nacimiento fue muy celebrado, su abuelo el rey Fernando le ofreció a su nuera tres deseos a lo que María Clementina respondió que únicamente deseaba la liberación de Luisa Sanfelice, una noble napolitana que estaba pendiente de ejecución por haber apoyado la República Partenopea en 1799. El monarca se negó diciendo: Todo, menos eso. Luisa sería ejecutada semanas después.
De haber sobrevivido hubiera sido rey de las Dos Sicilias, un reino que nació años después de su muerte, el cual acaeció el 1 de julio de 1801 sin llegar al año de edad. Fue enterrado en la Basílica de Santa Clara de Nápoles, lugar tradicional de sepultura de la casa de Borbón-Dos Sicilias. 
Su madre que nunca se había recuperado por completo del parto, quedó afectada por la muerte de su hijo y su salud se deterioró, muriendo de tuberculosis algunos meses después el 1 de noviembre de ese mismo año, siendo enterrada junto a su hijo.